# Валвис, Зиновиос
Зиновиос Валвис (греч. Ζηνόβιος Βάλβης; 1800, Месолонгион — 25 августа 1886, Месолонгион) — греческий юрист и политик 19-го века. Дважды стал премьер-министром Греции. Брат премьер-министра Греции Димитриоса Валвиса.

## Биография
Зиновиос-Зафириос Валвис (греч.  Ζηνόβιος-Ζαφείριος Ι. Βάλβης) родился в городе Месолонгионе, в семье священника. При крещении получил имя Зафириос. Его отец, Иоаннис Валвис, послал его в Константинополь, к дяде Пантолеону Валвису.
Пантолеон Валвис был «Великим экономом» Патриархата и, несмотря на это, был посвящён в греческую тайную революционную организацию Филики Этерия.
Молодой Зафириос Валвис учился в Халкинской богословской школе,
где и принял имя Зиновиос.
По окончании школы Зиновиос переселился к проживавшему в Италии другому дяде, Спиридону Валвису и учился юриспруденции в Пизе.

## Греческая революция
Зиновиос Валвис, оставаясь в Италии, не принял участие в Освободительной войне
1821—1829 годов, но события в его родном городе самым непосредственным образом коснулись его семьи и сказались на его будущем.
Месолонгион трижды подвергся османской осаде — в 1822 году, в 1823 году и в 1825—1826 годах.
Его отец, священник Иоаннис Валвис и дядья, также священники, Пантолеон Валвис и Зафирис Валвис, приняли участие в обороне города во всех трёх его осадах.
В апреле 1826 года, измождённые голодом, защитники города совершили отчаянный прорыв, в ходе которого погибли священники Пантолеон и Зафирис Валвисы.
Иоаннис Валвис был в числе последних защитников города, которыми руководил епископ Иосиф (Рогон).
Епископ Иосиф и священник Иоаннис Валвис обороняли ветряную мельницу в течение 3-х дней, после чего взорвали себя вместе с наседавшими турками.
В ходе прорыва погиб также один из командиров месолонгиотов, Афанасий Разикоцикас, чья единственная дочь, Арсинои, в дальнейшем стала женой Зиновиоса Валвиса.

## Греческое королевство
Зиновиос Валвис прибыл в возрождённое греческое государство уже после окончания Освободительной войны. На трон Греции к тому времени был возведён баварский принц Оттон I.
Валвис служил в учреждённых баварцами судебных органах, в частности, в качестве прокурора, в городе Амфиса, до 1841 года, после чего подал в отставку и вернулся в Месолонгион, где работал в качестве частного юриста.
После Конституционной революции 1843 года, Валвис принял участие в парламентских выборах 1844 года, был избран депутатом от Месолонгиона, и стал министром юстиции в правительстве Иоанна Колеттиса:428.
В правительстве Константина Канариса, в 1849 году, он принял портфель министра финансов. Оставался на посту министра финансов и в сформированном в декабре того же года правительстве Антониоса Криезиса.
В годы Крымской войны западно-европейские союзники оказывали давление на Греческое королевство, чтобы не допустить его военного выступления против Османской империи, что оказало бы поддержку России. Необъявленная война, которую Греция вела в приграничных османских регионах, привела к оккупации союзниками Пирея и сформированию правительства англофила Александра Маврокордатоса.

## Премьер-министр
Оттон был низложен в результате восстания в октябре 1862 года и был изгнан из страны:155-157.
После низложения и изгнания Оттона Валвис был избран представителем на Национальное собрание и 17 января 1863 года был избран председателем Собрания.
Месяцем позже, 8 февраля 1863 года, Валвис принял министерство юстиции в временном правительстве Димитриоса Вулгариса, но оставался на этом посту один день.
В результате обострившейся политической борьбы и беспорядков в столице, временное правительство Димитриоса Вулгариса подало в отставку:171.
9 февраля Аристидис Морайтинис, будучи заместителем председателя Национального собрания, возглавил переходное правительство и передал правление страны правительству Зиновиоса Валвиса.
Валвис сформировал своё правительство 13 февраля, но уже в конце марта подал в отставку.
Причиной был предложенный Валвисом и отвергнутый на голосовании Национальным собранием законопроект о повышении денежной компенсации депутатам. Законопроект вызвал бурную негативную реакцию народа.
В марте на трон Греции взошёл представитель датской династии Георг I (король Греции).
16 апреля 1864 года Георг вновь назначил Валвиса премьер-министром. Правительство продержалось до 26 июля того же года.
На этот раз причиной отставки Валвиса стал отвергнутый парламентом законопроект об отзы́ве в армию офицеров, находящихся во временной отставке.
Таким образом Валвис стал первым премьер-министром страны, дважды подавшим в отставку после отклонения его законопроекта.
В следующем году Валвис был назначен председателем Государственного совета, но через несколько месяцев ушёл в отставку.

## Последние годы и семья
Уйдя из большой политики в 1865 году Валвис вернулся в свой родной Месолонгион, где вёл спокойную частную жизнь.
У него и у его жены Арсинои, дочери погибшего при прорыве 1826 года Афанасия Разикоцикоса, было 9 детей.
Валвис умер 25 августа 1872 года в Месолонгионе, в относительной бедности.
Зиновиос Валвис не был героем. Но в знак признания и уважения, земляки похоронили его в «Парке героев» рядом с кенотафами его отца, Иоанниса Валвиса, и дяди, Пантолеона, павших в 1826 году.